# Consorti dei sovrani di Lippe

## Contessa di Lippe
Casata di Lippe, 1528–1613 
| Immagine | Nome                              | Padre                                                | Nascita       | Matrimonio        | Diventò Principessa   | Cessò di essere Principessa        | Morte            | Consorte      |
| -------- | --------------------------------- | ---------------------------------------------------- | ------------- | ----------------- | --------------------- | ---------------------------------- | ---------------- | ------------- |
|          | Maddalena di Mansfeld-Mittelort   | Gebardo VII, Conte di Mansfeld-Mittelort (Mansfeld)  | 1509/10       | 16 marzo 1524     | 1528 diventò contessa | 17 settembre 1536 morte del marito | 23 gennaio 1540  | Simone V      |
|          | Caterina di Waldeck-Eisenberg     | Filippo III, Conte di Waldeck-Eisenberg (Waldeck)    | 1524          | 8 maggio 1550     | 8 maggio 1550         | 15 aprile 1563 morte del marito    | 18 giugno 1583   | Bernardo VIII |
|          | Armgard, Contessa di Rietberg     | Giovanni II, Conte di Rietberg (Rietberg)            | 1551          | 11/26 maggio 1578 | 11/26 maggio 1578     | 31 luglio 1584                     | 31 luglio 1584   | Simone VI     |
|          | Elisabetta di Holstein-Schaumburg | Ottone IV, Conte di Holstein-Schaumburg (Schaumburg) | 3 agosto 1566 | 13 novembre 1585  | 13 novembre 1585      | 7 dicembre 1613 morte del marito   | 7 settembre 1638 | Simone VI     |

 Lippe-Detmold, 1613–1789 
| Immagine | Nome                                      | Padre                                                                          | Nascita           | Matrimonio           | Diventò Principessa               | Cessò di essere Principessa      | Morte                   | Consorte             |
| -------- | ----------------------------------------- | ------------------------------------------------------------------------------ | ----------------- | -------------------- | --------------------------------- | -------------------------------- | ----------------------- | -------------------- |
|          | Anna Caterina di Nassau-Wiesbaden-Idstein | Giovanni Luigi I, Conte di Nassau-Wiesbaden-Idstein (Nassau-Wiesbaden-Idstein) | 4 dicembre 1590   | 6 maggio 1607        | 7 dicembre 1613 ascesa del marito | 6 gennaio 1622                   | 6 gennaio 1622          | Simone VII           |
|          | Maria Maddalena di Waldeck-Wildungen      | Cristiano, Conte di Waldeck-Wildungen (Waldeck-Wildungen)                      | 27 aprile 1606    | 27 aprile 1623       | 27 aprile 1623                    | 26 marzo 1627 morte del marito   | 28 maggio 1671          | Simone VII           |
|          | Caterina di Waldeck                       | Cristiano, Conte di Waldeck-Wildungen (Waldeck-Wildungen)                      | 20 ottobre 1612   | 19 giugno 1631       | 19 giugno 1631                    | 8 agosto 1636 morte del marito   | 24 novembre 1649        | Simone Luigi         |
|          | Ernestina di Isenburg-Büdingen-Birstein   | Volfango Enrico, Conte di Isenburg-Büdingen-Birstein (Isenburg)                | 9 febbraio 1614   | 1º gennaio 1648      | 10 giugno 1652 ascesa del marito  | 5 dicembre 1665                  | 5 dicembre 1665         | Ermanno Adolfo       |
|          | Amalia di Lippe-Brake                     | Ottone, Conte di Lippe-Brake (Lippe)                                           | 20 settembre 1629 | 27 febbraio 1666     | 27 febbraio 1666                  | 10 ottobre 1666 morte del marito | 19 agosto 1676          | Ermanno Adolfo       |
|          | Amalia di Dohna-Schlobitten               | Cristiano Alberto, Burgravio e Conte di Dohna (Dohna-Schlobitten)              | 2 febbraio 1644   | 15/27 settembre 1666 | 10 ottobre 1666 ascesa del marito | 12 maggio 1697 morte del marito  | 11 marzo 1700           | Simone Enrico        |
|          | Giovanna Elisabetta di Nassau-Dillenburg  | Adolfo, Principe di Nassau-Schaumburg (Nassau-Dillenburg)                      | 5 settembre 1663  | 16 giugno 1692       | 12 maggio 1697 ascesa del marito  | 9 February/18 July 1700          | 9 February/18 July 1700 | Federico Adolfo      |
|          | Amalia di Solms-Hohensolms                | Luigi, Conte di Solms-Hohensolms (Solms-Hohensolms)                            | 13 ottobre 1678   | 16 giugno 1700       | 16 giugno 1700                    | 18 luglio 1718 morte del marito  | 14 febbraio 1746        | Federico Adolfo      |
|          | Giovanetta Guglielmina di Nassau-Idstein  | George Augusto, Conte di Nassau-Idstein (Nassau-Idstein)                       | 14 settembre 1700 | 16 ottobre 1719      | 16 ottobre 1719                   | 12 ottobre 1734 morte del marito | 2 giugno 1756           | Simone Enrico Adolfo |
|          | Luisa Polissena di Nassau-Weilburg        | Carlo Augusto, Principe di Nassau-Weilburg (Nassau-Weilburg)                   | 27 gennaio 1733   | 24 agosto 1750       | 24 agosto 1750                    | 27 settembre 1764                | 27 settembre 1764       | Simone Augusto       |
|          | Maria Leopoldina di Anhalt-Dessau         | Leopoldo II, Principe di Anhalt-Dessau (Ascania)                               | 18 novembre 1746  | 28 settembre 1765    | 28 settembre 1765                 | 15 aprile 1769                   | 15 aprile 1769          | Simone Augusto       |
|          | Casimira di Anhalt-Dessau                 | Leopoldo II, Principe di Anhalt-Dessau (Ascania)                               | 19 gennaio 1749   | 9 novembre 1769      | 9 novembre 1769                   | 8 novembre 1778                  | 8 novembre 1778         | Simone Augusto       |
|          | Cristina Carlotta di Solms-Braunfels      | Federico Guglielmo, Principe di Solms-Braunfels (Solms-Braunfels)              | 30 agosto 1744    | 26 marzo 1780        | 26 marzo 1780                     | 1º maggio 1782 morte del marito  | 16 dicembre 1823        | Simone Augusto       |

 Lippe-Biesterfeld, 1762–1905 
| Immagine | Nome                                     | Padre                                                                             | Nascita         | Matrimonio        | Diventò Contessa                    | Cessò di essere Contessa                     | Morte            | Consorte               |
| -------- | ---------------------------------------- | --------------------------------------------------------------------------------- | --------------- | ----------------- | ----------------------------------- | -------------------------------------------- | ---------------- | ---------------------- |
|          | Elisabetta Giuliana di Sayn-Wittgenstein | Giovanni VIII, conte di Sayn-Wittgenstein-Hohenstein (Sayn-Wittgenstein)          | 4 ottobre 1634  | 10 ottobre 1654   | 10 ottobre 1654                     | 6 luglio 1678 morte del marito               | 23 marzo 1689    | Giudoco Ermanno        |
|          | Giuliana Luisa di Kunowitz               | Giovanni Teodoro, conte di Kunowitz                                               | agosto 1671     | 22 febbraio 1705  | 1712 ascesa del marito              | 12 giugno 1736 morte del marito              | 21 ottobre 1754  | Rodolfo Ferdinando     |
|          | Barbara Eleonora di Solms-Baruth         | Giovanni Cristiano I, conte di Solms-Baruth Casato di Solms                       | 30 ottobre 1707 | 7 maggio 1732     | 12 giugno 1736 ascesa del marito    | 16 giugno 1744                               | 16 giugno 1744   | Federico Carlo Augusto |
|          | Modeste von Unruh                        | Karl Philipp von Unruh (Unruh)                                                    | 29 aprile 1781  | 26 luglio 1803    | 19 novembre 1810 ascesa del marito  | 8 gennaio 1840 morte del marito              | 9 settembre 1854 | Ernesto                |
|          | Adelaide di Castell-Castell              | Federico, Conte di Castell-Castell (Castell-Castell)                              | 18 giugno 1818  | 30 aprile 1839    | 8 gennaio 1840 ascesa del marito    | 17 maggio 1884 morte del marito              | 11 luglio 1900   | Giulio                 |
|          | Carolina di Wartensleben                 | Conte Leopold di Wartensleben                                                     | 6 aprile 1844   | 16 settembre 1869 | 17 maggio 1884 ascesa del marito    | 26 settembre 1904 morte del marito           | 10 luglio 1905   | Ernesto II             |
|          | Berta d'Assia-Philippsthal-Barchfeld     | Langravio Guglielmo d'Assia-Philippsthal-Barchfeld (Assia-Philippsthal-Barchfeld) | 25 ottobre 1874 | 16 agosto 1901    | 26 settembre 1904 ascesa del marito | 25 ottobre 1905 diventò Principessa di Lippe | 19 febbraio 1919 | Leopoldo               |

 Lippe-Weissenfeld, 1762–1916 
| Immagine | Nome                                 | Padre                                                      | Nascita         | Matrimonio       | Diventò Principessa              | Cessò di essere Principessa     | Morte            | Consorte      |
| -------- | ------------------------------------ | ---------------------------------------------------------- | --------------- | ---------------- | -------------------------------- | ------------------------------- | ---------------- | ------------- |
|          | Ernestina Enrichetta di Solms-Baruth | Giovanni Cristiano I, Conte di Solms-Baruth (Solms-Baruth) | 23 maggio 1712  | 30 ottobre 1736  | 24 maggio 1762 ascesa del marito | 17 novembre 1769                | 17 novembre 1769 | Ferdinando I  |
|          | Eleonora Gustava di Thermo           | -                                                          | 19 ottobre 1789 | 23 novembre 1804 | 23 novembre 1804                 | 21 giugno 1846 morte del marito | 28 febbraio 1868 | Ferdinando II |
|          | Ida di Lippe-Weissenfeld             | Conte Ugo di Lippe-Weissenfeld (Lippe)                     | 16 gennaio 1819 | 21 agosto 1843   | 21 giugno 1846 ascesa del marito | 18 marzo 1878                   | 18 marzo 1878    | Gustavo       |
|          | Friederike von Carlowitz             | Dietrich von Carlowitz (Carlowitz)                         | 24 agosto 1878  | 7 gennaio 1901   |                                  | 1916 marito diventa principe    | 25 gennaio 1942  | Clemente      |

 Lippe-Alverdissen, 1613–1640 e 1681–1777 
| Immagine | Nome                                                 | Padre                                                                                            | Nascita          | Matrimonio        | Diventò Principessa             | Cessò di essere Principessa     | Morte            | Consorte           |
| -------- | ---------------------------------------------------- | ------------------------------------------------------------------------------------------------ | ---------------- | ----------------- | ------------------------------- | ------------------------------- | ---------------- | ------------------ |
|          | Dorotea Amalia di Schleswig-Holstein-Sonderburg-Beck | Augusto Filippo, Duca di Schleswig-Holstein-Sonderburg-Beck (Schleswig-Holstein-Sonderburg-Beck) | 1656             | 31 dicembre 1686  | 31 dicembre 1686                | 13 giugno 1728 morte del marito | 9 novembre 1739  | Filippo Ernesto I  |
|          | Elisabetta Filippina di Friesenhausen                | Filippo Sigismondo di Friesenhausen                                                              | 19 agosto 1696   | 27 settembre 1722 | 13 giugno 1728 morte del marito | 1749 abdicazione del marito?    | 4 agosto 1764    | Federico Ernesto   |
|          | Ernestina Albertina di Sassonia-Weimar               | Ernesto Augusto I, Duca di Sassonia-Weimar (Wettin)                                              | 28 dicembre 1722 | 6 maggio 1756     | 6 maggio 1756                   | 25 novembre 1769                | 25 novembre 1769 | Filippo Ernesto II |

 Lippe-Brake, 1613–1709 
| Immagine | Nome                                     | Padre                                                                   | Nascita          | Matrimonio      | Diventò Principessa             | Cessò di essere Principessa       | Morte           | Consorte |
| -------- | ---------------------------------------- | ----------------------------------------------------------------------- | ---------------- | --------------- | ------------------------------- | --------------------------------- | --------------- | -------- |
|          | Margherita di Nassau-Dillenburg          | Giorgio, Conte di Nassau-Dillenburg (Nassau-Dillenburg)                 | 5 settembre 1606 | 5 ottobre 1626  | 5 ottobre 1626                  | 18 novembre 1657 morte del marito | 30 gennaio 1661 | Ottone   |
|          | Anna Amalia di Sayn-Wittgenstein-Homburg | Ernesto, Conte di Sayn-Wittgenstein-Homburg (Sayn-Wittgenstein-Homburg) | 6 dicembre 1641  | 28 maggio 1663  | 28 maggio 1663                  | 27 marzo 1685                     | 27 marzo 1685   | Casimiro |
|          | Dorotea Elisabetta di Waldeck            | Cristiano Luigi di Waldeck (Waldeck)                                    | 6 luglio 1661    | 4 novembre 1691 | 12 marzo 1700 ascesa del marito | 23 luglio 1702                    | 23 luglio 1702  | Rodolfo  |

 Schaumburg-Lippe, 1640–1807 
| Immagine | Nome                                        | Padre                                                                          | Nascita           | Matrimonio       | Diventò Principessa              | Cessò di essere Principessa        | Morte            | Consorte           |
| -------- | ------------------------------------------- | ------------------------------------------------------------------------------ | ----------------- | ---------------- | -------------------------------- | ---------------------------------- | ---------------- | ------------------ |
|          | Sofia d'Assia-Kassel                        | Maurizio, Langravio d'Assia-Kassel (Assia-Kassel)                              | 12 settembre 1615 | 13 ottobre 1644  | 13 ottobre 1644                  | 22 novembre 1670                   | 22 novembre 1670 | Filippo I          |
|          | Giovanna Sofia di Hohenlohe-Langenburg      | Enrico Federico, Conte di Hohenlohe-Langenburg (Hohenlohe-Langenburg)          | 26 dicembre 1673  | 24 gennaio 1691  | 24 gennaio 1691                  | 1723 divorzio                      | 18 agosto 1743   | Federico Cristiano |
|          | Anna Maria von Gall                         | Barone Johann Michael von Gall                                                 | 1707              | 3 dicembre 1725  | 3 dicembre 1725                  | 13 giugno 1728 morte del marito    | 29 luglio 1760   | Federico Cristiano |
|          | Margherita Gertrude di Oeynhausen           | Giorgio I di Gran Bretagna                                                     | 19 aprile 1698    | 30 ottobre 1721  | 13 giugno 1728 ascesa del marito | 8 aprile 1726                      | 8 aprile 1726    | Alberto Volfango   |
|          | Carlotta di Nassau-Siegen                   | Federico Guglielmo Adolfo, Principe di Nassau-Siegen (Casato di Nassau-Siegen) | 30 novembre 1702  | 26 aprile 1730   | 26 aprile 1730                   | 24 settembre 1748 morte del marito | 22 luglio 1785   | Alberto Volfango   |
|          | Maria Barbara Eleonora di Lippe-Biesterfeld | Federico di Lippe-Biesterfeld (Lippe)                                          | 16 giugno 1744    | 12 novembre 1765 | 12 novembre 1765                 | 16 giugno 1776                     | 16 giugno 1776   | Guglielmo          |
|          | Giuliana d'Assia-Philippsthal               | Guglielmo, Langravio d'Assia-Philippsthal (Assia-Philippsthal)                 | 8 giugno 1761     | 10 ottobre 1780  | 10 ottobre 1780                  | 13 febbraio 1787 morte del marito  | 9 novembre 1799  | Filippo II         |

## Principessa di Lippe
Casata di Lippe, 1789–1918 
| Immagine | Nome                                 | Padre                                                                                       | Nascita          | Matrimonio      | Diventò Principessa               | Cessò di essere Principessa               | Morte            | Consorte     |
| -------- | ------------------------------------ | ------------------------------------------------------------------------------------------- | ---------------- | --------------- | --------------------------------- | ----------------------------------------- | ---------------- | ------------ |
|          | Paolina di Anhalt-Bernburg           | Federico Alberto, Principe di Anhalt-Bernburg (Ascania)                                     | 23 febbraio 1769 | 2 gennaio 1796  | 2 gennaio 1796                    | 5 novembre 1802 morte del marito          | 29 dicembre 1820 | Leopoldo I   |
|          | Emilia di Schwarzburg-Sondershausen  | Günther Friedrich Karl I, Principe di Schwarzburg-Sondershausen (Schwarzburg-Sondershausen) | 23 aprile 1800   | 23 aprile 1820  | 23 aprile 1820                    | 1º gennaio 1851 morte del marito          | 2 aprile 1867    | Leopoldo II  |
|          | Elisabetta di Schwarzburg-Rudolstadt | Alberto, Principe di Schwarzburg-Rudolstadt (Schwarzburg-Rudolstadt)                        | 1º ottobre 1833  | 17 aprile 1852  | 17 aprile 1852                    | 8 dicembre 1875 morte del marito          | 27 novembre 1896 | Leopoldo III |
|          | Sofia di Baden                       | Principe Guglielmo di Baden (Zähringen)                                                     | 7 agosto 1834    | 9 novembre 1858 | 8 dicembre 1875 ascesa del marito | 20 marzo 1895 morte del marito            | 6 aprile 1904    | Valdemaro    |
|          | Berta d'Assia-Philippsthal-Barchfeld | Langravio Guglielmo d'Assia-Philippsthal-Barchfeld (Assia-Philippsthal-Barchfeld)           | 25 ottobre 1874  | 16 agosto 1901  | 25 ottobre 1905 ascesa del marito | novembre 1918 dissoluzione del principato | 19 febbraio 1919 | Leopoldo IV  |

 Lippe-Weissenfeld, 1916-1918 
| Immagine | Nome                     | Padre                              | Nascita        | Matrimonio     | Diventò Principessa          | Cessò di essere Principessa               | Morte           | Consorte |
| -------- | ------------------------ | ---------------------------------- | -------------- | -------------- | ---------------------------- | ----------------------------------------- | --------------- | -------- |
|          | Friederike von Carlowitz | Dietrich von Carlowitz (Carlowitz) | 24 agosto 1878 | 7 gennaio 1901 | 1916 marito diventa principe | novembre 1918 dissoluzione del principato | 25 gennaio 1942 | Clemente |

 Schaumburg-Lippe, 1807–1918 
| Immagine | Nome                             | Padre                                                        | Nascita           | Matrimonio      | Diventò Principessa                | Cessò di essere Principessa       | Morte            | Consorte          |
| -------- | -------------------------------- | ------------------------------------------------------------ | ----------------- | --------------- | ---------------------------------- | --------------------------------- | ---------------- | ----------------- |
|          | Ida di Waldeck e Pyrmont         | Giorgio I, Principe di Waldeck e Pyrmont (Waldeck-Pyrmont)   | 26 settembre 1796 | 23 giugno 1816  | 23 giugno 1816                     | 21 novembre 1860 morte del marito | 12 aprile 1869   | Giorgio Guglielmo |
|          | Erminia di Waldeck e Pyrmont     | Giorgio II, Principe di Waldeck e Pyrmont (Waldeck-Pyrmont)  | 29 settembre 1827 | 25 ottobre 1844 | 21 novembre 1860 ascesa del marito | 8 maggio 1893 morte del marito    | 16 febbraio 1910 | Adolfo I          |
|          | Maria Anna di Sassonia-Altenburg | Principe Maurizio di Sassonia-Altenburg (Sassonia-Altenburg) | 14 marzo 1864     | 16 aprile 1882  | 8 maggio 1893 ascesa del marito    | 29 aprile 1911 morte del marito   | 3 maggio 1918    | Giorgio           |

## Principessatitolaredi Lippe, 1918-oggi
| Immagine | Nome                                 | Padre                                                                             | Nascita          | Matrimonio      | Diventò Principessa                       | Cessò di essere Principessa       | Morte            | Consorte    |
| -------- | ------------------------------------ | --------------------------------------------------------------------------------- | ---------------- | --------------- | ----------------------------------------- | --------------------------------- | ---------------- | ----------- |
|          | Berta d'Assia-Philippsthal-Barchfeld | Langravio Guglielmo d'Assia-Philippsthal-Barchfeld (Assia-Philippsthal-Barchfeld) | 25 ottobre 1874  | 16 agosto 1901  | novembre 1918 dissoluzione del principato | 19 febbraio 1919                  | 19 febbraio 1919 | Leopoldo IV |
|          | Anna di Ysenburg e Büdingen          | Bruno, III Principe di Ysenburg e Büdingen (Isenburg-Büdingen)                    | 10 febbraio 1886 | 26 aprile 1922  | 26 aprile 1922                            | 30 dicembre 1949 morte del marito | 8 febbraio 1980  | Leopoldo IV |
|          | Traute Becker                        | Gustav Becker                                                                     | 16 febbraio 1925 | 29 marzo 1953   | 29 marzo 1953                             | 20 agosto 2015 morte del marito   | 25 febbraio 2023 | Armin       |
|          | Maria di Solms-Laubach               | Conte Ottone di Solms-Laubach                                                     | 12 agosto 1968   | 15 ottobre 1994 | 20 agosto 2015 ascesa del marito          |                                   |                  | Stefano     |

 Principessa titolare di Lippe-Weissenfeld, 1918-oggi 
| Immagine | Nome                            | Padre                                                          | Nascita         | Matrimonio       | Diventò Principessa                       | Cessò di essere Principessa        | Morte            | Consorte   |
| -------- | ------------------------------- | -------------------------------------------------------------- | --------------- | ---------------- | ----------------------------------------- | ---------------------------------- | ---------------- | ---------- |
|          | Friederike von Carlowitz        | Dietrich von Carlowitz (Carlowitz)                             | 24 agosto 1878  | 7 gennaio 1901   | novembre 1918 dissoluzione del principato | 29 aprile 1920 morte del marito    | 25 gennaio 1942  | Clemente   |
|          | Dorotea di Schönburg-Waldenburg | principe Ulrico di Schönburg-Waldenburg (Schönburg-Waldenburg) | 3 ottobre 1905  | 5 settembre 1928 | 5 settembre 1928                          | 26 settembre 1939 morte del marito | 17 dicembre 2000 | Ferdinando |
|          | Marie Lucie Stassen             | Matthias Stassen                                               | 4 agosto 1922   | 28 ottobre 1969  | 28 ottobre 1969                           | -12-1980 divorzio                  |                  | Francesco  |
|          | Pauline zu Ortenburg            | Friedrich, Graf zu Ortenburg (Ortenburg)                       | 3 dicembre 1913 | 17 ottobre 1935  | 1 luglio 1995 ascesa del marito           | 12 agosto 1907                     | 5 marzo 2002     | Cristiano  |
|          |                                 |                                                                |                 |                  |                                           |                                    |                  |            |

## Principessatitolaredi Schaumburg-Lippe, 1918-oggi
| Immagine | Nome                        | Padre                                                   | Nascita          | Matrimonio        | Diventò Principessa              | Cessò di essere Principessa     | Morte          | Consorte        |
| -------- | --------------------------- | ------------------------------------------------------- | ---------------- | ----------------- | -------------------------------- | ------------------------------- | -------------- | --------------- |
|          | Ellen von Bischoff-Korthaus | Franz August Von Bischoff Korthaus                      | 6 novembre 1894  | 10 gennaio 1920   | 10 gennaio 1920                  | 26 marzo 1936                   | 26 marzo 1936  | Adolfo II       |
|          | Batilde di Schaumburg-Lippe | Principe Alberto di Schaumburg-Lippe (Schaumburg-Lippe) | 11 novembre 1903 | 15 aprile 1925    | 26 marzo 1936 ascesa del marito  | 15 giugno 1962 morte del marito | 29 giugno 1983 | Volrado         |
|          | Benita von Tiele-Winkler    | Hans-Werner, conte von Tiele-Winkler                    | 18 novembre 1927 | 3 ottobre 1955    | 29 giugno 1983 ascesa del marito | 28 agosto 2003 morte del marito | 8 maggio 2013  | Filippo Ernesto |
|          | Nadja Zsoeks                | Ernst Zsoeks                                            | 20 febbraio 1975 | 28 giugno 2007    | 28 giugno 2007                   | 2018 divorzio                   |                | Alessandro      |
|          | Mahkameh Navabi             |                                                         | 18 marzo 1981    | 12 settembre 2020 | 12 settembre 2020                | in carica                       |                | Alessandro      |

## Fonti
- HERREN zur LIPPE, su fmg.ac, agosto 2012.
- Miroslav Marek, Lippe Genealogy, su genealogy.euweb.cz, Genealogy.EU.